# Лайл и Ерик Менендес
Джоузеф Лайл Менендес и Ерик Гален Менендес са американски братя, които през 1996 г. са осъдени за убийствата на техните родители Хосе и Мери („Кити“) Менендес. 
По време на процеса братята заявяват, че са извършили убийствата от страх, че баща им ще ги убие, след като са го заплашили, че ще го разобличат за годините сексуален, емоционален и физически тормоз, който им е налагал. Докато прокуратурата е защитавала твърдението, че са го извършили, за да наследят многомилионното имение на баща си. Първоначално са съдени поотделно, с по един състав съдебни заседатели за всеки от братята. И двата състава от съдебни заседатели се оказали в задънена улица, което довело до неправилно проведен съдебен процес. За следващия съдебен процес ги съдят заедно, с един и същи състав от съдебни заседатели, които ги признават за виновни; осъдени са на доживотен затвор без възможност за условно освобождаване.

## Биография
Бащата на Лайл и Ерик, Хосе Енрике Менендес, е роден на 6 май 1944, в Хавана, Куба. На 16-годишна възраст той се мести в САЩ, малко след началото на Кубинската революция. Хосе посещава университета в Южен Илинойс, където се запознава с Мери Луис „Кити“ Андерсън (1941-1989). Те се женят през 1963 година и се местят в Ню Йорк, където Хосе получава счетоводна степен от колежа в Куинс. Първият им син, Джоузеф Лайл Менендес, е роден на 10 януари 1968 г. 
Кити напуска работата си като учителка, когато Лайл се ражда и семейството се мести в Ню Джърси, където се ражда Ерик на 27 ноември 1970 г. в Глостър Тауншип. Семейството живее в град Хоупуел в окръг Мърсър, щата Ню Джърси. Там двамата братя посещават Дневно училище „Принстън“. През 1986 г. кариерата на Хосе като корпоративен изпълнителен директор отвежда семейството в Бевърли Хилс, Калифорния. През следващата година Ерик започва да посещава гимназията в Бевърли Хилс, където получава средни оценки и показва изключителен талант в тениса, като се класира на 44-то място в Съединените щати за играчи до 18 години.

## Престъпления
Вечерта на 20 август 1989 г. Хосе и Кити спят на дивана във всекидневната на къщата си в Бевърли Хилс, когато Лайл и Ерик влизат в стаята с пушки. Хосе е прострелян в тила с пушка Mossberg 12-и калибър. Кити е събудена от изстрелите и става от дивана. Тя е простреляна в крака и пада, а след това и няколко пъти в ръката, гърдите и лицето, оставяйки я неузнаваема.
Когато се връщат вкъщи по-късно същата вечер, Лайл се обажда на 911 и извиква „Някой уби родителите ми!“. Когато пристигат служители от полицейското управление на Бевърли Хилс, братята им казват, че убийствата са извършени, докато са били на кино и са гледали „Батман“ и са присъствали на годишния фестивал „Вкусът на Ел Ей“ в Гражданската аудитория на Санта Моника. Полицията не наредила на братята да се подложат на тестове за остатъци от огнестрелно оръжие, за да се установи дали наскоро са използвали такова, тъй като по това време няма ясни доказателства, които да предполагат, че те може да са замесени.
В месеците след убийствата полицията свързва разточителните разходи на братята с убийствата на родителите им. Лайл си купува часовник Rolex, Porsche Carrera, къща за 132 000 долара в Уест Уиндзор, Ню Джърси и Chuck's Spring Street Cafe, ресторант в Принстън, Ню Джърси, докато Ерик наема треньор по тенис на пълен работен ден и участва в поредица турнири в Израел. В крайна сметка напускат семейното имение, тъй като решават да живеят в съседни апартаменти в близкия район Марина дел Рей. Също така са се возили из Лос Анджелис с Mercedes-Benz SL – кабриолета на починалата им майка, хранили са се на скъпи места и са ходили на почивки на Карибите и в Лондон. Смята се, че са похарчили някъде около 700 хил. долара през периода между убийствата и арестите им, но подозрението на братята за харченето им, по-късно е оспорено от членове на семейството, които заявяват, че промени в разходите им преди и след убийствата няма.
По време на ранните етапи на разследването полицията се опитва да стесни търсенето си до хора, които са имали мотив да убият Хосе и Кити. Също така и разследват потенциални заподозряни от мафията, но нищо не излиза от там. С продължаване на разследването, полицията смята, че братята най-вероятно са извършителите, тъй като са имали очевидни финансови мотиви и разточително са харчили пари след убийствата. В опит да получи самопризнание от Ерик, полицията убеждава Крейг Синярели, един от близките приятели на Ерик от гимназията и тениса, да носи микрофон, докато обядва с него в местен ресторант на плажа. Когато Крейг пита Ерик дали е убил родителите си, Ерик казва „не“, но в крайна сметка признава пред своя психолог Джером Озиел. След това Озиел казва на любовницата си Джудалон Смит за убийствата. По-късно тя се разделя с Озиел и казва на полицията за участието на братята. Лайл е арестуван на 8 март 1990 г., а Ерик се предава три дни по-късно, след като се връща в Лос Анджелис от Израел. Двамата са задържани без гаранция и разделени един от друг.
През август 1990, съдия Джеймс Албрехт постановява, че записите от разговорите между Ерик и Озиел за допустими доказателства, тъй като Озиел дава показания, че Лайл го е заплашвал и е нарушил привилегията лекар – пациент. Решението на Албрехт е обжалвано и съдебното производство е отложено с две години. През август 1992 г. Върховният съд на Калифорния постановява, че повечето от тези записи са допустими, приемайки записа, на който Ерик обсъжда убийствата. През декември 1992 г. след това решение на съда съставът от съдебни заседатели на окръг Лос Анджелис издава обвинителните актове, обвинявайки братята в убийствата на родителите им. 

## Съдебни процеси
През 1993 Court TV излъчва съдебния процес и случаят става национална сензация. Адвокатката им, Лесли Ейбръмсън, става известна, защитавайки братята, особено Ерик. Лайл и Ерик дават показания, че са били подтикнати към убийствата от това, че през целия им живот са били малтретирани от страна на родителите им, тормозени сексуално от собствения им баща, който е описан като жесток перфекционист и педофил. Междувременно майка им е описана като егоистична, психически нестабилна алкохоличка и наркоманка, която е насърчавала злоупотребите на съпруга си и понякога е била насилствена към тях. Обвиненията срещу двойката са подкрепени от семействата им, като много свидетели са дали показания. Братовчед на братята, Анди Кано, казва, че като са били деца, Ерик му е казал за сексуалното насилие, което и двамата описват като „масаж на пениса“. Даян Вандер Молен, друга братовчедка на братята, заявява, че веднъж е казала на Кити за тормоза на Хосе над Лайл, но Кити ѝ казала, че това е невярно. Защитата предоставя и физически доказателства, които включват голи и сексуални снимки, показващи гениталиите на Лайл и Ерик, заснети от баща им, когато са били деца. Обвинението обаче твърди, че убийствата са извършени с цел финансова облага. Прокурорът на Лайл, Пам Бозанич, твърди, че „мъжете не могат да бъдат изнасилени, защото им липсва необходимото оборудване, за да бъдат изнасилени“. Прокурорът на Ерик, Лестър Курияма, предполага, че Ерик е хомосексуалист и че сексуалното насилие е било всъщност по взаимно съгласие.
Лайл и Ерик дават показания, че няколко седмици преди вечерта на убийствата сексуалното насилие е започнало отново, което е довело до няколко конфронтации в семейството. Също така казват, че баща им ги е заплашил, че ще ги убие ако не запазят насилието в тайна. По това време братята разбират, че родителите им крият пушки в спалнята си, което ги кара да си купят собствени пушки за защита. Последната конфронтация се състои на 20 август 1989 г. във всекидневната, няколко минути преди да бъдат убити. Братята дават показания, че тогава баща им е затворил вратата на всекидневната, което било необичайно. Паникьосани и уплашени, Лайл и Ерик излизат от къщата, за да заредят пушките си. Ерик дава показания, че „с влизането в стаята започнах да стрелям“.
Съдебният процес завършва с два състава от съдебни заседатели в задънена улица и в резултат на това окръжният прокурор на Лос Анджелис, Гил Гарсети обявява незабавно, че братята ще бъдат съдени отново. Вторият съдебен процес е по-малко разгласен, отчасти защото съдия Стенли Вайсбърг не позволява камери в съдебната зала. По време на втория процес Вайсбърг също така не позволява и много показания на защитата относно твърденията за сексуално насилие и не позволява на състава от съдебни заседатели да гласува по обвинения за непредумишлено убийство вместо обвинения в предумишлено такова.
В крайна сметка и двамата братя са осъдени по две обвинения за убийство от първа степен и за заговор за извършване на убийство; осъдени са на доживотен затвор без възможност за условно освобождаване. Съдебните заседатели казват, че защитата от малтретиране не е фактор в разискванията им, но все пак решава да не налага смъртно наказание, тъй като и двамата братя не са имали криминално досие. Въпреки това, за разлика от съдебните заседатели в предишните процеси, тези отхвърлят теорията на защитата, че братята са убили родителите си от страх, въпреки всички доказателства и свидетелски показания, защото се смята, че са извършили убийствата, за да наследят богатството на баща им.
По време на наказателната фаза на процеса Ейбрамсън казва на свидетел на защитата, Уилян Викари, да редактира собствените си бележки, но окръжната прокуратура решава да не провежда наказателното разследване на Ейбрамсън. И двамата братя подават искания за неправилно съдебно производство, като твърдят, че са претърпели необратими щети в наказателната фаза в резултат на възможно неправомерно поведение и неефективно представителство от Ейбрамсън. На 2 юли 1996 г. Вайсберг осъжда братята на доживотен затвор без възможност за условно освобождаване, а също така ги осъжда на последователни присъди за убийствата и за обвиненията в заговор за извършване на убийство. 

## Лишаване от свобода
Както и при предварителното им задържане, Калифорнийският отдел за изправителни наказания разделя братята и ги изпраща в различни затвори. Тъй като се смятат за нуждаещи се от строга охрана затворници, са отделени от другите затворници. 
Остават в отделни затвори до 2018 г., когато Лайл е преместен от щатския затвор Мюл Крийк в Северна Калифорния в изправителното заведение „Ричард Дж. Донован“ в окръг Сан Диего, където са настанени в различни отделения. 
На 4 април 2018 г. Лайл е преместен в същата жилищна единица като Ерик, където се събират за първи път от лишаването им от свобода, близо 22 години по-рано. При първата им среща в отделението се разплакват и прегръщат. Отделението, в което са настанени, е запазено за затворници, които са съгласни да участват в образователни и рехабилитационни програми без да нарушават реда.

## Обжалвания
На 27 фебруари 1998 г. Калифорнийският апелативен съд потвърждава присъдите им за убийства, а на 28 май 1998 г. Върховният съд на Калифорния отказва да разгледа случая отново, като по този начин оставя решението на апелативния съд в сила. И двамата братя подават habeas corpus петиции (правна процедура, чрез която един задържан гражданин има за правото да се яви пред съдия за определяне на законността на задържането) до Великият съд на Калифорния, които са отхвърлени през 1999 г. След като изчерпват средствата си за обжалване в щатския съд, те подават отделни habeas corpus петиции в Окръжния съд на Съединените щати. На 4 март 2003 г. магистратски съдия препоръчва отхвърляне на петициите и Районният съд приема препоръката. Тогава решават да обжалват решението пред Апелативния съд на Съединените щати за Девети окръг. На 7 септември 2005 г. тричленен състав от съдии отхвърля и двете им habeas corpus петиции, въпреки че съдия Алекс Козински заявява, че съдията е променил много от решенията си по време на двата съдебни процеса.

## Бракове и интервюта в затвора
На 2 юли 1996 г. Лайл се жени за Анна Ериксън, на церемонията присъстват Ейбрамсън и леля му Марта Менендес, церемонията е ръководена от съдия Нанси Браун; развеждат се на 1 април 2001 г., след като Ериксън открива, че Лайл ѝ изневерява с друга жена. През ноември 2003 г., Лайл се жени за Ребека Снид в щатския затвор Мюл Крийк; те се познавали от около десет години преди годежа им.
На 12 юни 1999 г. Ерик се жени за Тами Рут Сакуман в щасткия затвор Фолсъм в чакалнята на затвора. По-късно Тами споделя: „Сватбената ни торта беше Twinkie. Импровизирахме. Беше прекрасна церемония, докато не се наложи да си тръгна. Тази нощ беше много самотна.“ В интервю от октомври 2005 г. за ABC News тя описва връзката си с Ерик като „нещо, за което мечтаех дълго време. И това просто е нещо много специално, което никога не съм предполагала, че ще имам.“
През 2005 г. Тами публикува книга, озаглавена „Казаха, че никога няма да успеем – животът ми с Ерик Менендес“. В интервю с Лари Кинг казва, че Ерик е редактирал книгата доста.
В интервю за списание „People“ през 2005 г. тя казва: „Да не правя секс е трудно, но не е проблем за мен. Трябва да съм емоционално привързана, а аз съм емоционално привързана към Ерик. Семейството ми не ме разбира. Когато отношенията ни започнаха да стават сериозни, някои от тях просто вдигнаха ръце.“
Тами също така заявява, че тя и дъщеря ѝ карат 150 мили (240 км) всеки уикенд, за да посетят Ерик, и че дъщеря ѝ го нарича своя „земен татко“. Въпреки доживотната си присъда Ерик казва: „Тами е това което ме държи. Не мога да мисля за присъдата. Когато го правя, го правя с голяма тъга и първичен страх. Обливам се в студена пот. Толкова е плашещо, че просто не мога да се примиря с това.“ 
През 2010 г. A&E пуска документален филм за Тами, озаглавен „Mrs. Menéndez“. В края на 2017 г. А&Е излъчва документален филм от 5 части, озаглавен „The Menendez Murders“, в които Ерик описва по телефона убийствата и последствията. Поредицата също така показва невиждани досега снимки и интервюта с прокурори, правоприлагащи органи, близки роднини и приятели, и медицински експерти. 

## В популярната култура

### Документални филми
- През 2000 г. епизод от документалната поредица на Court TV (сега TruTV), озаглавен Mugshots: Menedez Brothers – Blood Brothers, е излъчен по FilmRise.
- През 2015 г. Барбара Уолтърс представя „American Scandals“ с братята Менендес в епизода „Братята Менендес: Лошите синове“.
- През 2016 г. братята Менендес участват в документалния филм „Snapped“.
- През 2017 г. братята Менендес участват в документалния филм по ABC, „Truth and Lies: The Menendez Brothers – American Sons, American Murderers“.
- През 2017 г. HLN стартира нова поредица „How it Really Happened“ с Хил Харпът, с епизод, включващ братята Менендес. Епизодът е озаглавен „Братята Менендес: Убийство в Бевърли Хилс“, завършва с интервю на Крис Куомо по телефона с Лайл от затвора.
- През 2020 г. BuzzFeed Unsolved представя братята Менендес в специален епизод, озаглавен „Как бяха хванати: Братята Менендес“.
- През 2021 г. братята Менендес са субекти в специалната програма на ABC „20/20“, озаглавена „Inside the Menendez Movement“. Специалните характеристики включват популярността на братята в приложението TikTok и нарастващият им брой поддръжници от подрастващи и не чак толкова, както в Съединените щати, така и извън тях.

### Филми и телевизионни серии

#### Филми
- През 1994 г. братята Менендес участват в телевизионния филм по CBS „Менендес: Убийство в Бевърли Хилс“. Лайл е изобразен от Дамян Чапа, а Ерик – от Травис Файн.
- През 1994 г. телевизионният филм „Honor thy Father and Mother: The True Story of the Menendez Murders“ включва Лайл и Ерик, изобразени съответно от Били Уорлок и Дейвид Берон.
- През 1994 г. братята Менендес са неправилно изобразени в криминалния филм „Natural Born Killers“[2].
- През 2017 г. братята Менендес са включени в телевизионния филм „Menendez: Blood Brothers“. Лайл е изобразен от Нико Торторела, а Ерик – от Мико Оливие.

#### Телевизионни серии
- През 1990 г. първият епизод от „Law & Order“, „The Serpent's Tooth“ е базиран на случая с братя Менендес.
- През 1991 г. първият епизод от „Jake and the Fatman“, озаглавен „God Bless the Child“, изглежда се основава на убийствата на братята Менендес, като синът и дъщерята на заможен магнат убиват него и мащехата им, за да не загубят наследството си.
- През 2008 г. третият епизод от „30 Rock“, озаглавен „Gavin Volture“, включва Трейси Джордан, която прави множество референции с братята Менендес, тъй като се страхува, че собствените му деца ще се опитат по подобен начин да го убият заради богатството му – акт, който той нарича „Menendez-ing“.
- През 2016 г. братята Менендес са споменати няколко пъти в драмата на FX „The People v. O. J. Simpson: American Crime Story“. Базиран на истинската история, сериалът се развива едновременно с процесите на братя Менендес. Няколко героя са участвали, както и в случая на братята, така и в случая на Оу Джей Симпсън – Робърт Шапиро, Ланс Ито и Гил Гарсети. Шапиро (изобразен от Джон Траволта) споменава Ерик във втория епизод, заявявайки: „Всъщност аз уредих Ерик да се предаде от Израел“. Това изявление се основава на действителната реч на Шапиро по време на прословутото преследване на Симпсън, в опит да го накара да се предаде на полицията.
- През 2017 г. NBC излъчва „Law & Order: True Crime – The Menendez Murders“. Специална поредица от 8 епизода, изобразяваща подробно описаните убийства, арести, раследване и съдебни процеси на братята Менендес. В сравнение с предшествениците си, сериалът представя братята по-съчуствено, като се фокусира върху защитата, водена от адвокат Лесли Ейбрамсън, както и върху обвиненията за физическо и сексуално насилие. Лайл е изобразен от актьора Майлс Гастон Вилянуева, който получава номинация за най-добър актьор на 33-тите награди „Imagen Awards“. Ерик е изобразен от актьора и певец Гъс Халпер. На премиерата на сериала в „Paley Center for Media“ присъстват семейството и приятелите на Лайл, които хвалят изобразяването на братята в сериала. В интервю в M„egyn Kelly Today“ след премиерата на първия епизод, Лайл разкрива, че сериалът е „болезнен за гледане“, но изобразяването му от Вилянуева е „изненадващо точно“, въпреки че продуцентите и актьорите не са могли да общуват с него. На наградите „Еми“ през 2018 г. Еди Фалко е номинирана за изключителна главна актриса в лимитирани серии за нейната роля на Ейбрамсън.

### Пародия и черна комедия
- През 1993 г. „Saturday Night Live“[3] излъчва комедиен скеч с участието на гост водещ Джон Малкович, в който братята Менендес обвиняват за убийствата на родителите си техните еднояйчни братя близнаци. През 2015 г. братята Менендес са споменати отново в скеч песента „First Got Horny 2 U“[4] в епизод, воден от Елизабет Банкс.
- През 1996 г. медийният шум около първия съдебен процес е пародиран в тъмната комедия „The Cable Guy“.
- През 2016 г. братята Менендес са субекти на седмия комедиен „криминален“ подкаст „The Last Podcast on the Left[5]“.

### Други
- Братята Менендес се виждат на фона на баскетблона катичка с Марк Джаксън на NBA Hoops от 1990/91, в който се вижда как защитникът на Ню Йорк Никс прави отскок и те изглежда седят зад Джаксън. През декември 2018 г. eBay започва да прекратява всички търгове, в които братята са споменати. Ню Йорк Никс изиграват 28 мача по време на периода, в който братята Менендес започват да губят пари след убийствата на родителите си. Някои продавачи в eBay продължават да продават картичката като променят изображенията, така че братята Менендес да не бъдат нито споменавани в списъка, нито да се виждат.